# Christel Machens
Christoph Gerhard Machens (genannt Christel, * 31. Oktober 1877 in Groß-Algermissen; † 2. Februar 1941 ebenda) war ein deutscher Politiker (Zentrum).
Machens besuchte die Volksschule und die landwirtschaftliche Winterschule. Danach arbeitete er als selbständiger Landwirt, wobei er sich durch den Besuch von Kursen für Obst- und Gartenbau weiterbildete. Politisch engagierte er sich in der katholisch geprägten Zentrumspartei.
Am 12. Dezember 1921 kam Machens im Nachrückverfahren für den ausgeschiedenen Zentrums-Abgeordneten Wilhelm Maxen in den Reichstag, in dem er den Wahlkreis 18 (Südhannover-Braunschweig) vertrat, und dem er bis zu den Wahlen vom Mai 1924 angehörte.